# Mike Candys

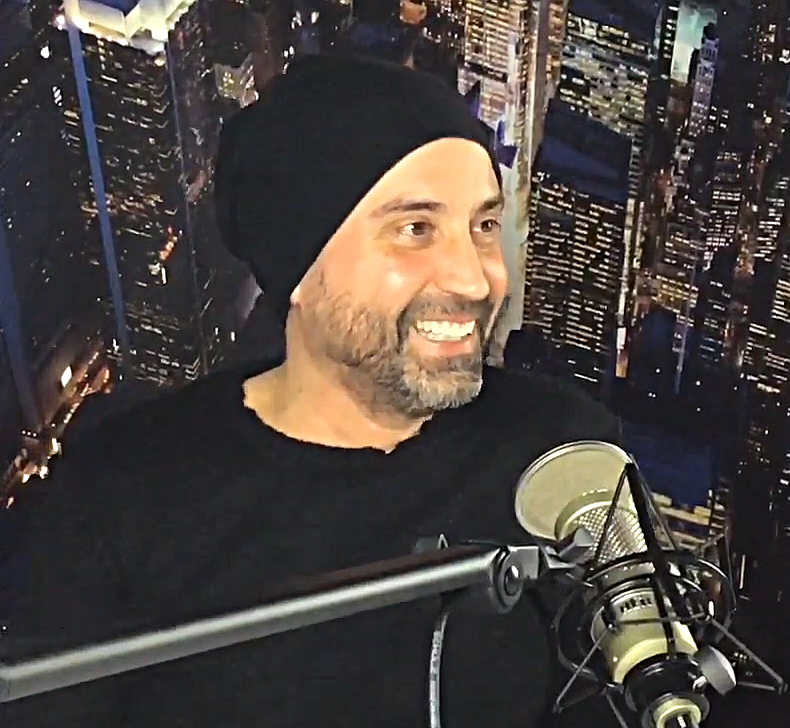
Mike Candys während eines Interviews (2019)

Mike Candys (* 20. August 1971; bürgerlich Michael David Kull) ist ein Schweizer House-DJ und Produzent, der 2011 mit dem Lied One Night in Ibiza seinen Durchbruch feierte.

## Biografie
Michael Kull wuchs in Wallisellen im Kanton Zürich auf, um 2001 zog er nach Opfikon.

### Musikalische Anfänge
Mit sieben Jahren spielte er Blockflöte, mit acht Jahren nahm er bereits Klavierunterricht, mit 15 Jahren richtete er sich ein eigenes Studio ein und gründete 1988 mit ein paar Freunden die Rock-Band One Note Jam. Zum Ende der 1980er-Jahre befasste er sich dann mit der Techno-House-Acid-Welle, die bis heute nachhaltig Spuren bei ihm hinterliess.
Er gründete 1992 mit dem Produzenten Roy Lembo das Pop-Duo 2 SHY. Gemeinsam nahmen sie in Candys’ Studio eine erste CD auf. Kurz nach Veröffentlichung wurden sie vom Plattenlabel EMI Elektrola Germany unter Vertrag genommen, woraufhin sich der deutsche DJ Axel Breitung an den Produktionen des Duos beteiligte. Zusammen tourten sie durch verschiedene Radio- und Fernsehstudios. Zum Anfang der 2000er trennte sich das Duo.
Daraufhin schrieb, komponierte und produzierte er Songs für verschiedene Bands und Musiker. Nebenbei trat er immer wieder als DJ in verschiedenen Clubs der Schweiz auf und lernte dabei Jack Holiday kennen. Zusammen begannen sie Remakes von Kult-Hits zu produzieren.

### 2008 bis 2009: Durchbruch mit La Serenissima und Insomnia
2008 machte er durch den Song La Serenissima, den er gemeinsam mit Jack Holiday produzierte, in der Schweizer Clubszene auf sich aufmerksam. So ergaben sich Kollaborationen, Remixe und Produktionen von und mit Künstlern wie Christopher S, Mr.Da-Nos, Mr. P!nk, DJ Antoine, Remady und anderen.
Zum internationalen Durchbruch verhalf ihm 2009 ein Remake des Songs Insomnia von Faithless, das er wiederum zusammen mit Jack Holiday produzierte und das ihn über die Grenzen seines Heimatlandes bekannt machte. Der Song schaffte es bereits kurz nach der Veröffentlichung in die Schweizer Hitparade und 2012 (durch ein Re-Release) auch in die deutschen und österreichischen Charts. Zudem wurde der Song in der Schweiz mit einer Platin-Schallplatte ausgezeichnet.

### 2010 bis 2011: Internationaler Durchbruch mit One Night in Ibiza
2010 erschien die Single Together Again, die in Zusammenarbeit mit der Schweizer Sängerin Evelyn entstand. Es war die erste von mehreren Kollaborationen und schaffte den Sprung in die Schweizer Top-15 sowie in die Französischen Charts. Außerdem richtete Mike Candys mit dem Song seinen Musikstils neu aus.
Ein Jahr später folgte mit One Night in Ibiza die zweite Single, die nicht nur in der Schweiz, sondern auch in Deutschland und Österreich die Charts erreichte. Hierbei wirkte neben Evelyn auch der Schweizer Rapper Patrick Miller mit. Die Single konnte in allen deutschsprachigen Ländern Gold-Status erreichen.
Im September 2011 erschien mit Smile das Debütalbum des DJs. Auch dies konnte Chartplatzierungen erreichen. 2012 wurde eine Deluxe-Edition mit den zwei weiteren Songs veröffentlicht. Auch diese erreichte wieder die Charts. Im Januar 2012 veröffentlichte er mit Jack Holiday ein neues Remake: sie coverten den Song Children von Robert Miles.

### 2012: Top-10 in Deutschland, Österreich und der Schweiz
Bei der folgenden Single 2012 (If the World Would End) arbeitete er gemeinsam mit Patrick Miller und Evelyn zusammen. Sie erschien am 16. März 2012 als Single und wurde bereits kurze Zeit später zu einem Top-10-Hit. In den Deutschen und den Schweizer Charts schaffte es die Single auf Platz 3 und erreichte Gold-Status. In Österreich konnte sich der Song bis auf Platz 2 der Charts heraufarbeiten und wurde auch hier mit einer Goldenen Schallplatte ausgezeichnet. In der Schweiz erreichte er Platin-Status. Miller erhielt einen Vertrag bei Kontor Records. Im Juni 2012 wurde die Single Sunshine (Fly So High) veröffentlicht. Das Lied wurde mit der Schweizer Sängerin Sandra Wild aufgenommen.
Im Oktober 2012 wurde Mike zudem auf Rang 86 der Liste der Top 100 DJs der Welt gewählt, die jährlich vom DJ Mag herausgegeben wird.
Im November 2012 veröffentlichte das Plattenlabel Kontor Records das Musikvideo zum Song The Riddle Anthem. Auch hier war Jack Holiday Co-Produzent. Die Original-Melodie stammt vom Song The Riddle von Nik Kershaw. Der Song übertraf den Erfolg des ersten Covers Insomnia.

### 2013: Smile Together… In the Mix und Everybody Sommertour
Am 1. Februar 2013 die Single Bring Back the Love und wurde zusammen mit Jenson Vaughan aufgenommen. Während sich der Song Deutschland und Österreich je eine Woche in den Charts hielt, rückte er in der Schweiz bis auf Platz 25 vor.
Am 3. Februar 2013 erschien das Kompilationsalbum Smile Together… in the Mix. Neben eigenen Liedern enthält das Album zahlreiche weitere Songs, die überwiegend über Kontor Records erschienen. Das Album stieg in die Album-Charts von Deutschland und Österreich sowie in die Top-10 der Schweizer Kompilationscharts ein. Kurz darauf erschien ein weiteres Kompilationsalbum mit dem Titel Candys Shop. Hierbei handelt es sich um eine Sammlung alter Produktionen, darunter Veröffentlichungen und Remixe von Jack Holiday und Candys aus den Jahren 2000 bis 2004.
Am 15. März 2013 wurde das Lied Brand New Day mit der Sängerin Evelyn und mit dem Rapper Carlprit als Single aus dem Album Smile Together… in the Mix veröffentlicht. Sie konnte nicht an den Erfolg früherer Kollaborationen anschließen. Als weitere Auskopplung erschien am 1. Juni 2013 über Wombat Music der Electro-Song Oh Oh.
Zwischen Juni und August 2013 trat Mike Candys im Zuge seiner Everybody Sommertour in 32 Städten in sieben Ländern auf. Außerdem war er Resident-DJ im Riu Palace auf Mallorca und im Colossos in Lloret de Mar und spielt auf Festivals wie dem Donauinsel Festival in Wien, dem Fun Radio Festival in Madrid, dem Motion Festival in Gunzgen, dem Beat Island Festival in Wackersdorf sowie dem Sommernachtstraum in München. Am 28. Juni 2013 fand die Veröffentlichung der Single Everybody über Kontor Records statt. Der Song entstand gemeinsam mit Evelyn und Tony T.
Am 6. September 2013 veröffentlichte Mike Candys einen Remix des Songs Take Control von DJ BoBo im Zuge dessen Remixalbums Reloaded. Das Original von Take Control erreichte Anfang der 90er-Jahre keine Chartplatzierung; erst durch diese Neuaufnahme konnte das Lied in die Charts von mehreren europäischen Ländern einsteigen. Im November 2013 veröffentlichte Mike Candys über S2 Records den Song T-Rex. Dieser entspricht dem Big-Room-Genre, das zu jener Zeit durch Songs wie Animals von Martin Garrix und Tsunami von Dvbbs große Popularität erreichte.
Im Oktober 2013 stieg Mike Candys im Top-100-DJs-Voting von DJ Mag um 19 Plätze auf #67 und war somit der höchstplatzierte Schweizer DJ unter den Top-100.
Am 27. Dezember 2013 wurde das Lied Heaven and Hell veröffentlicht. Hierbei wirken die Sängerin Evelyn und der englische DJ Shaun Baker mit. Es basiert auf dem Song Explode von Jordan & Baker.

### Ab 2014: Fokus auf Club-Produktionen und Auftritte im Space Ibiza
Am 14. Februar 2014 erschien Miracles mit Maury. Dieser Song stellt die erste kommerzielle Single seit Juni 2013 dar. Parallel erschien eine weitere S2-Records-Single, die den Namen Carnaval trug.
Die Single Anubis wurde am 6. Mai 2014 veröffentlicht. Weiterhin veröffentlichte er am 30. Mai die Kollaboration La Vida Loca mit der Schweizer Sängerin Evelyn. Am 13. Juni erschien ein Cover des Popcorn-Themas, das er gemeinsam mit Jack Holiday produzierte.
Mike Candys spielte am 25. Mai 2014 auf dem Mainfloor vom Space Opening Fiesta / Ultra Ibiza im Space Ibiza. Zudem war er über die Sommersaison regelmässig als Headliner von der Eventreihe Ibiza Calling im Space Ibiza gebucht. Im Juli 2014 veröffentlichte Mike Candys einen einstündigen DJ-Mix sämtlicher Clubhits des Sommers sowie eine Summer-2014-Version seiner Smile-Together-Kompilation des Vorjahres. Parallel veröffentlichte er das Lied Whole Wide World zusammen mit der Sängerin Angelika Vee.
Am 6. Oktober 2014 wurde Mike Candys’ Progressive-House-Produktion Delta durch das Label S2 Records veröffentlicht. Einen Monat darauf, am 3. November 2014, erschien der Titel Playades, den Candys in Kollaboration mit Alan Ripleys produzierte. Playades ist in einem Future-House-Stil gehalten. Für den 26. Januar 2015 kündigte Candys die Single Jupiter an, die nach langer Zeit wieder in Zusammenarbeit mit Jack Holiday aufgenommen wurde. Im selben Jahr erschienen mit unter anderem The Drill und Saltwater eine Reiher weiterer elektronischer Singles. Den Song Sextape nahm er gemeinsam mit den Italienern Angemi und Prezioso auf.
2016 veröffentlichte er mit Liedern wie All My Tomorrows und Summer Dream mit Evelyn zwei kommerziellere Lieder. Dennoch verfolgte Candys auch die Trends des Electro-House-Genres. Hierfür dienten Lieder wie Crackin oder Sirius. 2017 erschien mitunter eine weitere Kollaboration mit Evelyn. Diese trug den Titel Never Walk Alone. 2018 erschien neben zahlreichen elektronischen Singles auch eine Zusammenarbeit mit dem Sänger Dante Thomas. Diese trug den Titel Instastory und bedient sich am Tropical-House.
2019 veröffentlichten Candys und Jack Holiday einen Remix ihrer The-Riddle-Interpretation aus dem Jahr 2012. Mit dieser Deep-House-Version gelang ihnen der Einstieg in die Schweizer Single-Charts. Zusätzlich landeten sie ähnlich viele Spotify-Streams, wie auf ihrer 2012er-Version. In einem ähnlichen Stil veröffentlichten sie auch einen Remix ihres Saltwater-Remakes. Zusätzlich entwickelte sich das Lied Like That zu einem Erfolg im EDM-Bereich. Mit Pump It Up und Push It veröffentlichte er zwei Follow-Up-Singles.

## Diskografie

### Studioalben
| Jahr | Titel Musiklabel     | Höchstplatzierung, Gesamtwochen, AuszeichnungChartplatzierungen (Jahr, Titel, Musiklabel, Platzierungen, Wochen, Auszeichnungen, Anmerkungen) | Höchstplatzierung, Gesamtwochen, AuszeichnungChartplatzierungen (Jahr, Titel, Musiklabel, Platzierungen, Wochen, Auszeichnungen, Anmerkungen) | Höchstplatzierung, Gesamtwochen, AuszeichnungChartplatzierungen (Jahr, Titel, Musiklabel, Platzierungen, Wochen, Auszeichnungen, Anmerkungen) | Anmerkungen                         |
| Jahr | Titel Musiklabel     | DE | AT | CH | Anmerkungen                         |
| ---- | -------------------- | --- | --- | --- | ----------------------------------- |
| 2012 | Smile Sirup / Wombat | DE84 (4 Wo.)DE | AT57 (4 Wo.)AT | CH7 (13 Wo.)CH | Erstveröffentlichung: 23. März 2012 |

### Kompilationen
| Jahr | Titel                        | Höchstplatzierung, Gesamtwochen, AuszeichnungChartplatzierungen (Jahr, Titel, Platzierungen, Wochen, Auszeichnungen, Anmerkungen) | Höchstplatzierung, Gesamtwochen, AuszeichnungChartplatzierungen (Jahr, Titel, Platzierungen, Wochen, Auszeichnungen, Anmerkungen) | Höchstplatzierung, Gesamtwochen, AuszeichnungChartplatzierungen (Jahr, Titel, Platzierungen, Wochen, Auszeichnungen, Anmerkungen) | Anmerkungen                                                           |
| Jahr | Titel                        | DE | AT | CH | Anmerkungen                                                           |
| ---- | ---------------------------- | --- | --- | --- | --------------------------------------------------------------------- |
| 2011 | Energy 11 – House            | — | — | CH6 (11 Wo.)CH | Erstveröffentlichung: 24. Juni 2011 mit Jack Holiday                  |
| 2013 | Smile Together … in the Mix  | DE87 (1 Wo.)DE | AT66 (1 Wo.)AT | CH2 (6 Wo.)CH | Erstveröffentlichung: 8. Februar 2013                                 |
| 2014 | Smile Together – Summer 2014 | — | — | CH2 (8 Wo.)CH | Erstveröffentlichung: 11. Juli 2014 nur in der Schweiz veröffentlicht |

### Singles
| Jahr | Titel Album                                                   | Höchstplatzierung, Gesamtwochen, AuszeichnungChartplatzierungen (Jahr, Titel, Album, Platzierungen, Wochen, Auszeichnungen, Anmerkungen) | Höchstplatzierung, Gesamtwochen, AuszeichnungChartplatzierungen (Jahr, Titel, Album, Platzierungen, Wochen, Auszeichnungen, Anmerkungen) | Höchstplatzierung, Gesamtwochen, AuszeichnungChartplatzierungen (Jahr, Titel, Album, Platzierungen, Wochen, Auszeichnungen, Anmerkungen) | Anmerkungen                                                         |
| Jahr | Titel Album                                                   | DE | AT | CH | Anmerkungen                                                         |
| ---- | ------------------------------------------------------------- | --- | --- | --- | ------------------------------------------------------------------- |
| 2009 | Insomnia –                                                    | DE44 (6 Wo.)DE | AT41 (4 Wo.)AT | CH34 Platin · (32 Wo.)CH | Erstveröffentlichung: 23. Mai 2009 mit Jack Holiday                 |
| 2010 | Together Again Fabulous / Smile / Smile Together … in the Mix | — | — | CH13 (8 Wo.)CH | Erstveröffentlichung: 27. August 2010 mit Evelyn                    |
| 2011 | One Night in Ibiza Smile                                      | DE11 Gold · (33 Wo.)DE | AT13 Gold · (27 Wo.)AT | CH7 Platin · (29 Wo.)CH | Erstveröffentlichung: 15. Juli 2011 mit Evelyn feat. Patrick Miller |
| 2011 | Around the World Smile                                        | — | AT64 (1 Wo.)AT | CH54 (1 Wo.)CH | Erstveröffentlichung: 2. Dezember 2011 mit Evelyn feat. David Deen  |
| 2012 | 2012 (If the World Would End) Smile                           | DE3 Platin · (20 Wo.)DE | AT2 Gold · (20 Wo.)AT | CH3 Platin · (21 Wo.)CH | Erstveröffentlichung: 9. März 2012 feat. Evelyn & Patrick Miller    |
| 2012 | Sunshine (Fly So High) Smile                                  | DE49 (10 Wo.)DE | AT20 (8 Wo.)AT | CH21 (10 Wo.)CH | Erstveröffentlichung: 15. Juni 2012 mit Sandra Wild                 |
| 2012 | The Riddle Anthem Smile Together … in the Mix                 | DE44 (5 Wo.)DE | AT29 (4 Wo.)AT | CH26 (6 Wo.)CH | Erstveröffentlichung: 17. November 2012 mit Jack Holiday            |
| 2013 | Bring Back the Love Smile Together … in the Mix               | DE98 (1 Wo.)DE | AT72 (1 Wo.)AT | CH25 (3 Wo.)CH | Erstveröffentlichung: 1. Februar 2013 feat. Jenson Vaughan          |
| 2013 | Brand New Day Smile Together … in the Mix                     | — | AT68 (1 Wo.)AT | CH42 (4 Wo.)CH | Erstveröffentlichung: 15. März 2013 feat. Evelyn & Carlprit         |
| 2013 | Everybody –                                                   | DE40 (8 Wo.)DE | AT14 (7 Wo.)AT | CH11 (10 Wo.)CH | Erstveröffentlichung: 28. Juni 2013 feat. Evelyn & Tony T           |
| 2013 | Take Control Reloaded                                         | DE67 (1 Wo.)DE | AT60 (1 Wo.)AT | CH6 (13 Wo.)CH | Erstveröffentlichung: 6. September 2013 mit DJ BoBo                 |
| 2013 | T-Rex Smile Together (Summer 2014)                            | — | — | CH69 (1 Wo.)CH | Erstveröffentlichung: 6. Dezember 2013                              |
| 2014 | Miracles Smile Together (Summer 2014)                         | — | AT68 (1 Wo.)AT | CH17 (3 Wo.)CH | Erstveröffentlichung: 14. Februar 2014 feat. Maury                  |
| 2014 | Anubis Smile Together (Summer 2014)                           | — | — | CH51 (3 Wo.)CH | Erstveröffentlichung: Juli 2014                                     |
| 2015 | Last Man on Earth –                                           | — | — | CH22 (2 Wo.)CH | Erstveröffentlichung: 27. Februar 2015 feat. Max’c                  |
| 2015 | Paradise –                                                    | — | — | CH27 (2 Wo.)CH | Erstveröffentlichung: Juli 2015 feat. U-Jean                        |
| 2018 | The Riddle Anthem (Rework) –                                  | — | — | CH88 (1 Wo.)CH | Erstveröffentlichung: 28. September 2018 mit Jack Holiday           |

Weitere Singles
| Jahr | Titel Album                                   | Anmerkungen                                                          |
| ---- | --------------------------------------------- | -------------------------------------------------------------------- |
| 2009 | Show Me Love –                                | Erstveröffentlichung: 9. Januar 2009 mit Jack Holiday                |
| 2009 | La Disco Loca –                               | Erstveröffentlichung: 2. Februar 2009 mit Jack Holiday               |
| 2009 | La Serenissima –                              | Erstveröffentlichung: 2. März 2009 mit Jack Holiday                  |
| 2009 | Laminate My Heart –                           | Erstveröffentlichung: 28. August 2009 feat. Antonella Rocco          |
| 2010 | Together Again / It’s Alright –               | Erstveröffentlichung: 4. Februar 2010 Doppelsingle mit Jay Frog      |
| 2010 | Rhythm Is a Dancer Fabolous                   | Erstveröffentlichung: 12. Juli 2010                                  |
| 2010 | La Serenissima –                              | Erstveröffentlichung: 2. April 2010 mit Jack Holiday                 |
| 2010 | People Hold On Smile                          | Erstveröffentlichung: 2. April 2010                                  |
| 2011 | Insomnia (Deluxe Edition) (Re-Release) Smile  | Erstveröffentlichung: 30. September 2011 mit Jack Holiday            |
| 2012 | Children Smile                                | Erstveröffentlichung: 1. März 2012 mit Jack Holiday                  |
| 2013 | Heaven & Hell –                               | Erstveröffentlichung: 27. Dezember 2013 vs. Shaun Baker feat. Evelyn |
| 2014 | Carnaval Smile Together (Summer 2014)         | Erstveröffentlichung: 3. Februar 2014 digitale Promo-Single          |
| 2014 | La Vida Loca Smile Together (Summer 2014)     | Erstveröffentlichung: 30. Mai 2014 mit Evelyn                        |
| 2014 | Popcorn Smile Together (Summer 2014)          | Erstveröffentlichung: 13. Juni 2014 mit Jack Holiday                 |
| 2014 | Whole Wide World Smile Together (Summer 2014) | Erstveröffentlichung: 1. August 2014 feat. Angelika Vee              |
| 2014 | Delta –                                       | Erstveröffentlichung: 6. Oktober 2014                                |
| 2014 | Playades –                                    | Erstveröffentlichung: 3. November 2014 mit Alan Ripley               |
| 2015 | The Drill –                                   | Erstveröffentlichung: 6. März 2015                                   |
| 2015 | Jupiter –                                     | Erstveröffentlichung: 6. März 2015 mit Jack Holiday                  |
| 2015 | Saltwater –                                   | Erstveröffentlichung: 23. Juni 2015                                  |
| 2015 | Make It Home –                                | Erstveröffentlichung: 24. Juli 2015 mit Clyde Trevor                 |
| 2015 | Flash –                                       | Erstveröffentlichung: 17. April 2015                                 |
| 2015 | Sextape –                                     | Erstveröffentlichung: 8. Mai 2015 vs. Angemi & Prezioso              |
| 2016 | All My Tomorrows –                            | Erstveröffentlichung: 8. April 2016                                  |
| 2016 | Summer Dream –                                | Erstveröffentlichung: 27. Mai 2016 feat. Evelyn                      |
| 2016 | Sirius –                                      | Erstveröffentlichung: 17. August 2016                                |
| 2016 | Crackin –                                     | Erstveröffentlichung: 30. September 2016                             |
| 2016 | Daylight –                                    | Erstveröffentlichung: 11. November 2016                              |
| 2017 | Put Them Up –                                 | Erstveröffentlichung: 3. März 2017 mit Tenashar feat. Tony T.        |
| 2017 | I Keep Going –                                | Erstveröffentlichung: 12. Mai 2017                                   |
| 2017 | L.A. Love –                                   | Erstveröffentlichung: 1. September 2017                              |
| 2017 | Never Walk Alone –                            | Erstveröffentlichung: 30. Juni 2017 mit Evelyn                       |
| 2017 | Fiesta Loca –                                 | Erstveröffentlichung: 20. Juli 2017                                  |
| 2018 | Get the F*ck Out –                            | Erstveröffentlichung: 12. Januar 2018                                |
| 2018 | Instastory –                                  | Erstveröffentlichung: 13. April 2018 feat. Dante Thomas              |
| 2018 | Cool –                                        | Erstveröffentlichung: 18. Mai 2018                                   |
| 2018 | Life –                                        | Erstveröffentlichung: 29. Juni 2018 feat. Rock Anglo                 |
| 2018 | Fireflies –                                   | Erstveröffentlichung: 17. August 2018 mit Michel Truog               |
| 2019 | Pump It Up –                                  | Erstveröffentlichung: 4. Januar 2019                                 |
| 2019 | Fresh –                                       | Erstveröffentlichung: 22. März 2019                                  |
| 2019 | Like It –                                     | Erstveröffentlichung: 24. Mai 2019                                   |
| 2019 | ASAP –                                        | Erstveröffentlichung: 7. Juni 2019 mit Ane                           |
| 2019 | Saltwater (Rework) –                          | Erstveröffentlichung: 5. Juli 2019 mit Jack Holiday                  |
| 2019 | Push It –                                     | Erstveröffentlichung: 13. September 2019                             |
| 2020 | My Way –                                      | Erstveröffentlichung: 4. Dezember 2020 mit Harris & Ford             |
| 2020 | Overdose –                                    | Erstveröffentlichung: 25. Dezember 2020 mit Neptunica und Marmy      |

## Auszeichnungen für Musikverkäufe
Anmerkung: Auszeichnungen in Ländern aus den Charttabellen bzw. Chartboxen sind in ebendiesen zu finden.
| Land/RegionAuszeichnungen für Musikverkäufe (Land/Region, Auszeichnungen, Verkäufe, Quellen) | Gold     | Platin     | Verkäufe | Quellen           |
| -------------------------------------------------------------------------------------------- | -------- | ---------- | -------- | ----------------- |
| Deutschland (BVMI)                                                                           | Gold1    | Platin1    | 450.000  | musikindustrie.de |
| Österreich (IFPI)                                                                            | 2× Gold2 | —          | 30.000   | ifpi.at           |
| Schweiz (IFPI)                                                                               | —        | 3× Platin3 | 90.000   | hitparade.ch      |
| Insgesamt                                                                                    | 3× Gold3 | 4× Platin4 |          |                   |